# Merochlora graefiaria
Merochlora graefiaria là một loài bướm đêm trong họ Geometridae.